# Tachydromia ornatipes
Tachydromia ornatipes är en tvåvingeart som först beskrevs av Becker 1890.  Tachydromia ornatipes ingår i släktet Tachydromia och familjen puckeldansflugor. Inga underarter finns listade i Catalogue of Life.